# Залокостас, Георгий
Георгий Залокостас (англ. Γεώργιος Ζαλοκώστας; 1805, Сиррако, Янина, Эпир — 3 сентября 1858, Афины) — греческий поэт.
Участвовал в 1821 году в войне за освобождение Греции и остался затем офицером в армии. Приобрел громкую популярность полными огня и патриотического чувства стихотворениями и песнями, выдающимися по изяществу отделки; они переведены на иностранные языки (русский, итальянский, испанский, английский, немецкий). Уже первое его стихотворение, «Миссолонги», поставило его в число первостепенных греческих поэтов; из других особенно выделяется «Марк Ботцарис». Ему принадлежат также превосходные переводы из Тассо, Уго Фосколо и др. Его стихотворения собраны его женой (2 изд. 1873), а на французском языке изданы с критическим предисловием Сент-Илера (1887).

## Биография
Георгиос Залокостас родился в 1805 году в селе Сиррако, ном Янина. Преследования со стороны Али-паша Тепеленского вынудили отца Залокостаса, Христофора бежать в Ливорно, Италия. Здесь Залокостас учился греческой и итальянской филологии, а в дальнейшем юриспруденции. Греческая революция 1821 года положила конец учёбе Залокостаса, который вернулся в Грецию и принял участие в боях Освободительной войны, включая прорыв из осаждённого Месолонгиона (Третья осада Месолонгиона).
В дальнейшем Залокостас обосновался в городе Пиргос, Элида, Пелопоннес, где нашли убежище его мать и сестра. После того как в один и тот же день умерли его родители, Залокостас перебрался в Афины. Залокостас был принят на службу офицером в экономическое управление армии. Но его участие в заговоре против короля Оттона и его баварцев, с целью предоставления Конституции, исключили какую-либо возможность его продвижения по службе.
Залокостас женился в 1840 году и имел в браке 9 детей, но из них в живых осталось только двое, что получило отражение и в его поэзии. И. Панайотопулос писал что Залокостас был «поэтом отцовской боли». Умер Залокостас 3 сентября 1858 года в городе Афины. В 1962 году на его родине в Янине был установлен памятник Залокостасу.

## Литературная деятельность
Литературный вклад Залокостаса многогранен. Он был подвержен влиянию как афинской школы, так и школы острова Керкира, писал на языке, близком к классическому (кафаревуса), и на ходовом народном (димотика).
Многие из его стихотворений были патриотическими, и их, как правило, он писал на кафаревусе, другие были лирическими. Многие из его малых стихотворений стали песнями и романсами.
Знание итальянского позволило ему перевести на греческий Фосколо и Тассо.
Залокостас был отмечен и как художник.
Сборник сочинений Залокостаса был издан через год после его смерти.

## Работы
- Бой у Соволакос — Η μάχη του Σοβελάκου
- Тени Фалера — Σκιές του Φαλήρου
- Битва при Гравии — Το χάνι της Γραβιάς
- Боцарис (Боцарис, Маркос) — Μπότσαρης
- Опалённая смертью — Χαροκαμένη
- Месолонгион — Το Μεσολόγγιον
- Арматолы и клефты — Αρματωλοί και κλέφται
- Часы отдыха — Ώραι Σχολής